# Sainte-Sabine-sur-Longève
Sainte-Sabine-sur-Longève là một xã trong tỉnh Sarthe ở tây bắc nước Pháp. Xã này nằm ở khu vực có độ cao từ 67-167 mét trên mực nước biển.